# Campionats del món de ciclisme en ruta de 1961

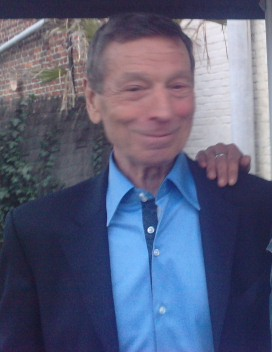
Imatge del vencedor Rik Van Looy l'any 1993.

Els Campionats del món de ciclisme en ruta de 1961 es disputaren el 2 i 3 de setembre a Berna, Suïssa.

## Resultats
| Proves :                         | Or                        | Or              | Argent                    | Argent | Bronze                    | Bronze |
| Masculines                       |                           |                 |                           |        |                           |        |
| Cursa en línia masculina detalls | Rik Van Looy · Bèlgica    | 7 h 46 min 35 s | Nino Defilippis · Itàlia  | m. t.  | Raymond Poulidor · França | m. t.  |
| Cursa en línia masculina amateur | Jean Jourden · França     | 4h 49' 54"      | Henri Belena · França     | m. t.  | Jacques Gestraud · França | + 22"  |
| Femenines                        |                           |                 |                           |        |                           |        |
| Cursa en línia femenina detalls  | Yvonne Reynders · Bèlgica | -               | Beryl Burton · Regne Unit | -      | Elsy Jacobs · Luxemburg   | -      |

## Medaller
| Posició | País       | Or | Plata | Bronze | Total |
| 1       | Bèlgica    | 2  | 0     | 0      | 2     |
| 2       | França     | 1  | 1     | 2      | 4     |
| 3       | Itàlia     | 0  | 1     | 0      | 1     |
| 3       | Regne Unit | 0  | 1     | 0      | 1     |
| 5       | Luxemburg  | 0  | 0     | 1      | 1     |
| Total   | Total      | 3  | 3     | 3      | 9     |